# Espinosa (Fenolleda)
Espinosa es una aldea de la parroquia Fenolleda, del concejo de Candamo, en el Principado de Asturias (España). Alberga una población de 13 habitantes (INE 2011).
Se encuentra a 7 kilómetros al norte de la capital de concejo, Grullos, y a la misma distancia por carretera de la capital de la parroquia, Fenolleda, si bien la distancia a vuelo de pájaro es inferior al kilómetro.
Está situada en la zona norte de la parroquia, en la margen derecha del río Nalón.
La principal vía de comunicación de la aldea es el camino que la une a la Vallina y San Román, que se conectan a su vez con la carretera AS-236.
La línea férrea construida por la Sociedad General de Ferrocarriles Vasco Asturiana, explotada actualmente por Renfe Cercanías AM (antigua FEVE) e integrada en la red de Cercanías Asturias tiene su parada más cercana en la población de San Román, a 2,5 km.
Históricamente estuvo dedicada al cultivo de la vid, de hecho un tercio del espacio de cultivo de Espinosa se llamaba la Viñaca.